# Лян (держава)

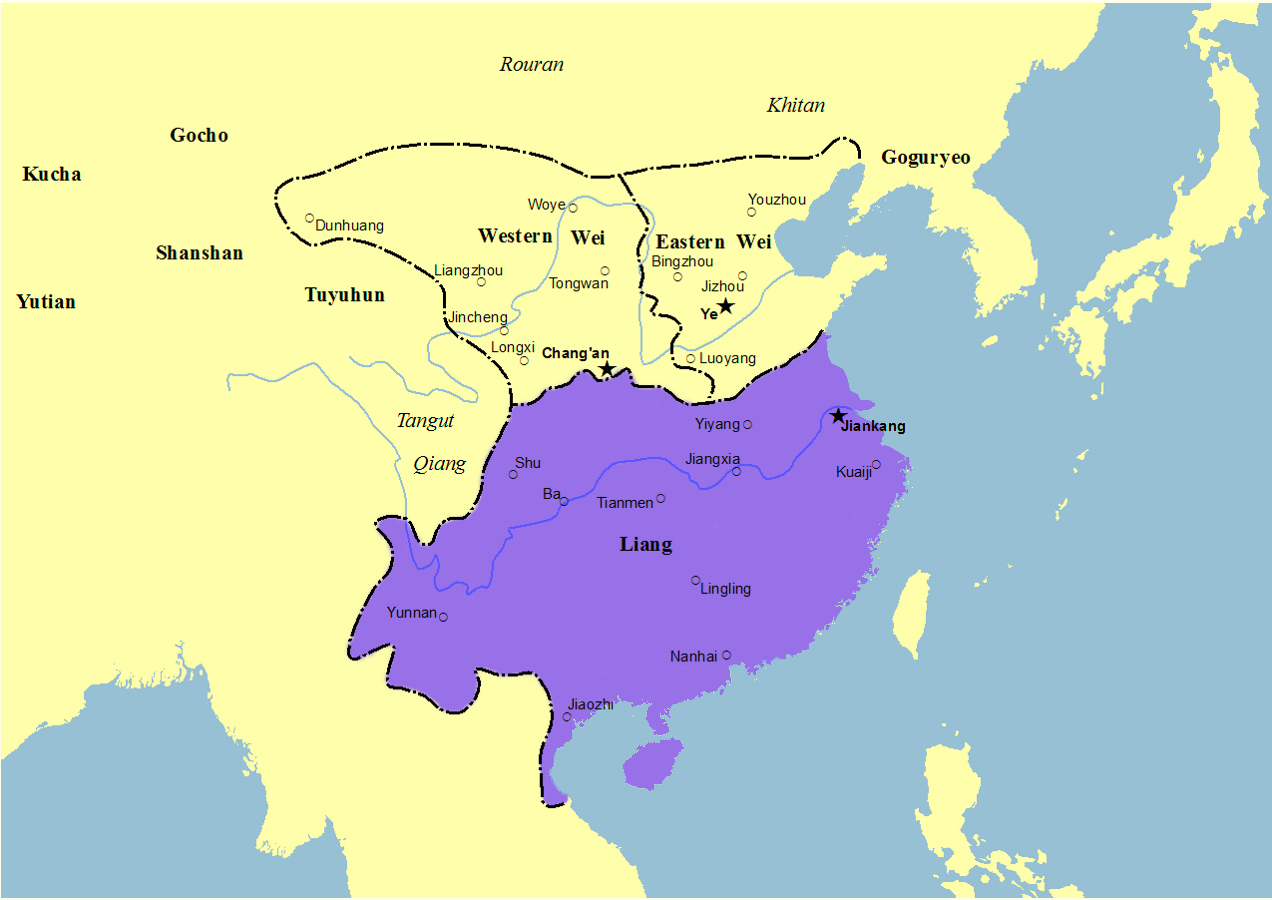
Лян разом зі Східною Вей та Західною Вей після 534 року.

Дина́стія Лян (піньїнь: Liáng cháo) — династія, що правила у південному Китаї після занепаду династії Південної Ці у 502 році, до власного повалення династією Чень у 557 році.

## Історія
Ця династія керувалася імператорами з роду Сяо, першим з яких був Сяо Янь. На його правління припадає початок гонінь даосизму, окрім школи Шанцін на чолі з Тао Хунцзином. На початку цієї династії буддистські догми захищав Шень Юе, справу якого продовжили Лю Сє та Янь Чжітуй. Водночас у цей період також діяв відомий противник буддизму Фань Чжень. 

## Культура
У цей час працював визначний китайський художник Чжан Сен'ю. Літературну славу здобув Сюй Лін. У 520—530-х роках Сяо Тун (син імператора У-діна) упорядкував літературні твори, створивши одну з найдавніших у світі антологій «Вень сюань» («Збірку вишуканої літератури»). Вона охоплювала період приблизно з 300 року до н. е. до 500 року н. е. Ця антологія мала значний вплив на японську та корейську культуру.

## Імператори
| Посмертне ім'я                 | Особисте ім'я                    | Роки правління | Девіз і роки правління |
| ------------------------------ | -------------------------------- | -------------- | --- |
| У-ді 武帝 Wǔdì                 | Сяо Янь 蕭衍 Xiāo Yǎn            | 502–549        | - Тяньцзянь (天監 Tiānjiān) 502–519 - Путун (普通 Pǔtōng) 520–527 - Датун (大通 Dàtōng) 527–529 - Чжундатун (中大通 Zhōngdàtōng) 529–534 - Датун (大同 Dàtóng) 535–546 - Чжундатун (中大同 Zhōngdàtóng) 546–547 - Тайцін (太清 Tàiqīng) 547–549 |
| Цзянь Вень-ді 簡文帝 Jiǎnwéndì | Сяо Ган 蕭綱 Xiāo Gāng           | 549–551        | - Дабао (大寶 Dàbǎo) 550–551 |
| Юйчжан-ван 豫章王 Yùzhāngwáng  | Сяо Дун 蕭棟 Xiāo Dòng           | 551–552        | - Тяньчжэн (天正 Tiānzhèng) 551–552 |
| Юань-ді 元帝 Yuándì            | Сяо І 蕭繹 Xiāo Yì               | 552–555        | - Ченшен (承聖 Chéngshèng) 552–555 |
| Чженьян-хоу 貞陽侯 Zhēnyánghóu | Сяо Юаньмин 蕭淵明 Xiāo Yuānmíng | 555            | - Тяньчен (天成 Tiānchéng) 555 |
| Цзін-ді 敬帝 Jìngdì            | Сяо Фанчжи 蕭方智 Xiāo Fāngzhì   | 555–557        | - Шаотай (紹泰 Shàotài) 555–556 - Тайпин (太平 Tàipíng) 556–557 |